# Алан (противоградовая ракета)
«Алан-1» — российская противоградовая ракета калибра 69-мм, предназначенная для защиты сельскохозяйственных угодий от градовых облаков. Разработчики: пермское НПО «Искра», НИИ прикладной химии (НИИПХ), Казанское экспериментальное КБ «Союз». Предлагается для эксплуатации с 1994 года. Участник международных выставок МАКС-1999, МАКС-2001.

## Принцип действия
Ракета стартует с наклонной пусковой установки «Алан М3». Пуск может производиться залпами по 36 ракет или группами ракет в круговом секторе при углах возвышения до 85 градусов. Каждая ракета спускается на землю на парашюте.
При работе в автоматическом режиме управление осуществляется с удаленного командного пункта. Непосредственное присутствие человека в зоне пуска не обязательно.

## Технические параметры
- реагент — йодистое серебро;
- вес головной части, кг — 3;
- максимальная дальность полета, км — 14;
- высота стрельбы, км — 3…6;
- длина ракеты, м — 0,9…1,2;
- стартовый вес ракеты, кг — 6,3…6,4;
- время работы двигателя, с — 44;
- начальная скорость ракеты, м/с — 100;
- двигатель — твердотопливный РДТТ.